# Шабір Мадхі
Шабір Мадхі (англ. Shabir Madhi, 1966) — південноафриканський лікар, професор вакцинології та директор Дослідницького відділу респіраторних і менінгеальних патогенів Південноафриканської ради з медичних досліджень у Вітватерсрандському університеті та Національного дослідницького фонду/Департаменту науково-технічних досліджень при кафедрі захворювань, яким можна запобігти вакцинацією. У січні 2021 року його призначили деканом факультету наук про здоров'я Вітватерсрандського університету.
Мадхі був виконавчим директором Національного інституту інфекційних захворювань Південної Африки з 2011 по 2017 рік, і працював у кількох комітетах ВООЗ на посадах, пов'язаних з вакцинами та пневмонією. У 2018 році він став співзасновником Африканського лідерства у сфері вакцинології (ALIVE) і був призначений головою Національної консультативної групи Південної Африки з питань імунізації (NAGI).
Його дослідження включали дослідження пневмококової кон'югованої вакцини та ротавірусної вакцини, а також вакцин проти грипу та респіраторно-синцитіального вірусу у вагітних жінок.
Після початкупандемії COVID-19 у 2020 році він керував дослідженнями вакцини проти COVID-19 у Південній Африці, зокрема першими в Африці. У 2021 році він заявив, що першим і головним методом подолання COVID-19 у Південній Африці є впровадження програми масової вакцинації.

## Ранні роки життя й освіта
Мадхі народився в 1966 році. Його батько був учителем, а мати домогосподаркою. Спочатку він прагнув стати інженером, але вирішив прийняти стипендію, щоб вивчати медицину, і початково не хотів продовжувати медичну освіту. У 1990 році він закінчив бакалаврат і аспірантуру у Вітватерсрандському університеті в Йоганнесбурзі, а через 6 років став співробітником Коледжу педіатрії. Протягом цього часу, за підтримки Гленди Грей, він подав заявку на посаду під керівництвом професора Кіта Клугмана, щоб працювати над вакцинами проти пневмококу.
У 1998 році Мадхі отримав ступінь магістра медицини з педіатрії. Він отримав ступінь доктора філософії в 2003 році.

## Кар'єра
Мадхі є професором вакцинології та директором Дослідницького відділу респіраторних і менінгеальних патогенів Південноафриканської ради з медичних досліджень в Вітватерсрандському університеті, а також кафедрою досліджень захворювань, яким можна запобігти за допомогою вакцинації, Національного дослідницького фонду/Департаменту науки і технологій. Ці підрозділи були перейменовані в Дослідницький підрозділ ради з медичних досліджень з аналізу вакцин та інфекційних захворювань (VIDA).
Шабір Мадхі з 2011 по 2017 рік був виконавчим директором Національного інституту інфекційних захворювань Південної Африки, і працював у кількох комітетах ВООЗ на посадах, пов'язаних з вакцинами та пневмонією. У 2018 році, пропрацювавши чотири роки заступником голови Національної консультативної групи Південної Африки з питань імунізації (NAGI), він став її головою. У тому ж році, з метою розширення досвіду вакцинології в Африці, він став співзасновником Африканського лідерства у сфері вакцинологічної експертизи (ALIVE), що базується в Вітватерсрандському університеті. У січні 2021 року він став деканом факультету наук про здоров'я Вітватерсрандського університету.

### Вакцина проти пневмококу
Дослідження Мадхі включають дослідження кон'югованої вакцини проти пневмококу. Це дослідження призвело до рекомендацій ВООЗ щодо доставки цієї вакцини в країни з низьким і середнім рівнем доходу.

### Вакцина проти ротавірусу
Мадхі очолив перше дослідження, яке показало, що вакцина проти ротавірусу може значною мірою запобігти важкій діареї, спричиненій ротавірусом, протягом першого року життя африканських немовлят. Його дослідження було опубліковано в «The New England Journal of Medicine» у 2010 році. Стаття стала одним із ключових доказів для рекомендацій ВООЗ щодо універсальної вакцинації проти ротавірусу.

### Вакцина проти грипу
Шабір Мадхі вивчав ефективність вакцин проти грипу та респіраторно-синцитіального вірусу у вагітних жінок. Він очолював одне з найбільших досліджень з оцінки імунної відповіді на вакцинацію проти грипу у вагітних жінок. Його робота показала, що ризик захворювання на грип зменшився вдвічі у жінок, які отримали вакцину проти грипу. Крім того, ризик для їх новонароджених у перші 24 тижні життя також був знижений. Висновки були представлені на 16-му Міжнародному конгресі з інфекційних захворювань, і він повідомив, що його «дані підтверджують нещодавню рекомендацію ВООЗ щодо надання пріоритету вакцинації проти грипу вагітним жінкам не лише для захисту матері, але й для захисту немовляти». Пізніше він брав участь у клінічній розробці вакцини проти стрептококів групи B для вагітних жінок.

### Туберкульоз
Інші дослідження Мадхі включали оцінку ефективності різних схем лікування для профілактики туберкульозу в осіб з ВІЛ.

### COVID-19
Після глобальної пандемії COVID-19 у 2020 році він керував дослідженнями вакцин проти COVID-19 у Південній Африці, зокрема вакцини Novavax проти COVID-19 і вакцини Oxford-AstraZeneca, що стало першим клінічним дослідженням вакцини проти COVID-19 на африканському континенті. Стверджуючи, що друга хвиля епідемії в Південній Африці в грудні 2020 року здебільшого викликана масовими зібраннями та зміною поведінки людей, а не лише новим варіантом вірусу, він закликав до ширшого охоплення вакцинацією проти COVID-19. Його співавторська публікація про результати великого клінічного дослідження вакцини проти COVID-19 свідчить про те, що вакцина є безпечною та ефективною. У 2021 році він чітко дав зрозуміти, що першим і головним методом подолання COVID-19 у Південній Африці є впровадження програми масової вакцинації. 1 січня 2021 року він написав у твіттері: «Здатність вакцин вплинути на пандемію безпосередньо залежить від того, як швидко ви зможете вакцинувати приблизно 50–60 % населення».

## Нагороди та відзнаки
З 2012 року Шабір Мадхі вважається міжнародно визнаним вченим з рейтингом А Національного дослідницького фонду Південної Африки. У 2014 році він отримав Платинову медаль, довічну нагороду Ради медичних досліджень Південної Африки. У 2016 році він отримав наукову нагороду «European Developing Clinical Trial Partnership Scientific Award».
У 2023 році він був нагороджений званням почесного члена Ордена Британської імперії від британського уряду за заслуги в науці та охороні здоров'я в умовах глобальної пандемії.

## Вибрані публікації
У період з 1997 по 2018 рік Мадхі є автором понад 350 публікацій, які охоплюють такі теми, як дитячі вакцини, пневмонія, важкі інфекції у маленьких дітей і вакцинація під час вагітності.

### Статті
- Madhi, Shabir A.; Cunliffe, Nigel A.; Steele, Duncan; Witte, Desirée; Kirsten, Mari; Louw, Cheryl; Ngwira, Bagrey; Victor, John C.; Gillard, Paul H.; Cheuvart, Brigitte B.; Han, Htay H.; Neuzil, Kathleen M. (28 січня 2010). Effect of Human Rotavirus Vaccine on Severe Diarrhea in African Infants. New England Journal of Medicine. 362 (4): 289—298. doi:10.1056/NEJMoa0904797. ISSN 0028-4793. PMID 20107214. (англ.) (основний автор)
- Madhi, S.A. (січень 2008). Introduction of the pneumococcal conjugate vaccine into the South African public immunisation programme: dawn of a new era?. Southern African Journal of Epidemiology and Infection (англ.). 23 (4): 5—9. doi:10.1080/10158782.2008.11441325. ISSN 1015-8782.
- Madhi, Shabir A.; Cutland, Clare L.; Kuwanda, Locadiah; Weinberg, Adriana; Hugo, Andrea; Jones, Stephanie; Adrian, Peter V.; Van Niekerk, Nadia; Treurnicht, Florette; Ortiz, Justin R.; Venter, Marietjie; Violari, Avy; Neuzil, Kathleen M.; Simões, Eric A.F.; Klugman, Keith P.; Nunes, Marta C.; Maternal Flu Trial (Matflu) Team (4 вересня 2014). Influenza Vaccination of Pregnant Women and Protection of Their Infants. New England Journal of Medicine. 371 (10): 918—931. doi:10.1056/NEJMoa1401480. ISSN 0028-4793. PMID 25184864. (англ.) (співавтор)
- Moïsi, J.; Madhi, S. A.; Rees, H. (2019). Vaccinology in sub-Saharan Africa. BMJ Global Health. 4 (5): e001363. doi:10.1136/bmjgh-2018-001363. ISSN 2059-7908. PMC 6768329. PMID 31637022. (англ.) (співавтор)
- Voysey, Merryn та ін. (9 січня 2021). Safety and efficacy of the ChAdOx1 nCoV-19 vaccine (AZD1222) against SARS-CoV-2: an interim analysis of four randomised controlled trials in Brazil, South Africa, and the UK. The Lancet (англ.). 397 (10269): 99—111. doi:10.1016/S0140-6736(20)32661-1. ISSN 0140-6736. PMC 7723445. PMID 33306989. (співавтор)